# 헤나르 안드리누아
헤나르 안드리누아 코르타바리아(스페인어: Genar Andrinúa Cortabarría, 1964년 5월 9일, 바스크 지방 빌바오 ~)는 스페인의 전 축구 선수로, 현역 시절 중앙 수비수로 활약하였다.

## 클럽 경력
안드리누아는 비스카이아 도 빌바오 출신이다. 그는 현역 시절 바야돌리드에 잠깐 임대된 때를 제외하고는 아틀레틱 빌바오에서만 활약하였고, 그는 빌바오 소속으로 1983-84 시즌에 1군 첫 경기를 치렀는데, 이 딱 한 경기에 출전한 시즌에 라 리가 우승을 차지했다.
안드리누아는 나중에 같이 중앙 수비를 맡던 전설적인 안도니 고이코에체아로부터 주장 완장을 물려받았고, 바스크 연고 구단 소속으로 거의 400번에 달하는 공식 경기에 출전하였는데, 딱 한 시즌을 제외하고 최소 1골을 득점했다. 막판 2년의 활약이 미미했던 안드리누아는 1997년에 33세의 나이로 현역에서 물러났고, 그의 완장은 신예 훌렌 게레로가 가져갔다.

## 국가대표팀 경력
안드리누아는 스페인 국가대표팀 일원으로 28경기에 출전하여 2골을 기록했다. 그의 첫 국가대표팀 경기는 1987년 2월 18일, 잉글랜드와의 친선경기로 호세 안토니오 카마초와 교체되어 투입했지만 안방에서 게리 리네커에게 무려 4골을 헌납해 2-4 패배를 당하는 것을 막지 못했다. 안드리누아는 UEFA 유로 1988와 1990년 FIFA 월드컵 두 번의 국제대회에 출전하였고, 후자의 대회에 참가한 후, 국가대표팀에서 은퇴하였다.
안드리누아는 비공식적으로 바스크 국가대표팀 경기에 세 번 출전하였으며, 스페인 U-21 국가대표팀 시절에는 1986년 UEFA U-21 축구 선수권 대회 우승 주역이었다.

### 국가대표팀 득점 기록
| #  | 날짜           | 경기장                        | 상대       | 점수 | 결과 | 대회                      |
| -- | -------------- | ----------------------------- | ---------- | ---- | ---- | ------------------------- |
| 1. | 1988년 6월 5일 | 스위스 바젤 장크트 야코프     | 스위스     | 1–0  | 1–1  | 친선경기                  |
| 2. | 1989년 2월 8일 | 북아일랜드 벨파스트 윈저 파크 | 북아일랜드 | 1–0  | 2–0  | 1990년 FIFA 월드컵 예선전 |

## 수상

### 클럽
아틀레틱 빌바오
- 라 리가: 1983–84
- 코파 델 레이: 1983–84

### 국가대표팀
스페인 U-21
- UEFA U-21 축구 선수권 대회: 1986[4]